# Quizlet
Quizlet ist eine amerikanische Online-Lernplattform zum Erstellen von Lernsets in Form von Karteikarten. Sie wurde von Andrew Sutherland im Oktober 2005 entwickelt und im Januar 2007 der Öffentlichkeit zugänglich gemacht.
Quizlet basiert auf Lernkarten einer Lernkartei und verschiedenen Spielen und Tests. Mit Stand vom 6. Februar 2019 hat Quizlet über 300 Millionen nutzergenerierte Lernkartensätze und mehr als 50 Millionen aktive Nutzer.

## Geschichte
- Quizlet wurde ursprünglich 2005 von Andrew Sutherland als Tool für seine Französischkurse entwickelt.[3][4][5] Nach dem Erfolg und der Popularität von Quizlet wurde das ursprüngliche script.aculo.us-Programm in einer Entwicklungsphase von 450 Tagen in Mootools neu geschrieben.[6]

- Bis 2011 teilte sich Quizlet personelle und finanzielle Ressourcen mit der Collectors Weekly-Website.[7] Im Jahr 2015 gab Quizlet bekannt, 12 Millionen US-Dollar von Union Square Ventures, Costanoa Venture Capital, Altos Ventures und Owl Ventures aufgenommen zu haben, um seine digitalen Lernwerkzeuge zu erweitern und international zu wachsen.

- Im Jahr 2011 fügte Quizlet die Möglichkeit hinzu, Inhalte mittels Text-to-Speech anzuhören.[8] Im August 2012 veröffentlichte Quizlet eine App für das iPhone und iPad und kurz darauf eine App für Android-Geräte.[7]

- Am 29. April 2015 hat Quizlet HTTPS auf seiner Website aktiviert.[9]

- Am 10. August 2016 führte Quizlet eine Überarbeitung seiner Website mit einer neuen Design-Oberfläche sowie einem neuen Logo und einer neuen Homepage ein. Die mobilen Apps für iOS und Android erhielten ebenfalls ein Update der Designoberfläche.[10]

- Am 23. August 2017 hat Quizlet eine neue Funktion eingeführt,[11] die Lernenden bei bildlastigen Themen wie Geografie, Vokabeln, Anatomie und Architektur helfen soll und es erlaubt Bilder in die Karteikarten einzufügen.

- Am 6. Februar 2018 gab Quizlet bekannt, dass das Unternehmen weitere 20 Millionen US-Dollar in einer Serie-B-Finanzierungsrunde aufgenommen hat,[12] geführt von Icon Ventures.

- Am 31. Oktober 2018 gab Quizlet die Eröffnung einer zweiten Niederlassung bekannt, die sich in Denver befindet.[13]

- Am 11. Februar 2020 führte Quizlet den Nachtmodus für alle seine Nutzer ein. Zuvor war der Nachtmodus nur für Benutzer mit bezahlten Abonnements verfügbar.[14][15]

## Lernmodi und Spiele
Als Lernprogramm lässt Quizlet registrierte Benutzer Sätze von Begriffen und Definitionen erstellen, die auf ihre eigenen Bedürfnisse zugeschnitten sind. Diese Lernsets können dann mit verschiedenen Modi geübt werden.

### Lernkarten
Dieser Modus ähnelt den Lernkarten auf Papier. Dem Benutzer wird für jeden Begriff eine „Karte“ angezeigt, die er durch Anklicken oder mit den Pfeiltasten bzw. der Leertaste umblättern kann. Der Benutzer hat die Möglichkeit, dass die Vorderseite der Karte ein Bild, ein Wort oder beides sein kann.

### Schreiben
In diesem Lernmodus wird dem Benutzer ein Begriff oder eine Definition gezeigt und er muss den Begriff oder die Definition eingeben, die zu dem Gezeigten passt. Nach der Eingabe ihrer Antwort sehen die Benutzer, ob ihre Antwort richtig war oder nicht, und können wählen, ob sie die automatische Benotung außer Kraft setzen und ihre Antwort als richtig zählen möchten. Dieser Modus wurde früher „Lernen“ genannt.

### Zuordnen
In diesem Studienmodus wird dem Benutzer ein Gitter mit verstreuten Begriffen präsentiert. Die Benutzer ziehen Begriffe auf ihre zugehörigen Definitionen, um sie aus dem Gitter zu entfernen, und versuchen, das Gitter in der schnellstmöglichen Zeit zu leeren. Micromatch ist ein verwandtes Zuordnungsspiel, das auf mobile Geräte und Geräte mit kleinen Bildschirmen ausgerichtet ist. Benutzer können auf den Micromatch-Modus auf nicht-mobilen Geräten zugreifen, indem sie die URL im Match-Modus manuell bearbeiten, um „micromatch“ anstelle von „match“ zu verwenden. Match wurde früher als „Scatter“ bezeichnet. Obwohl sich der Name des Lernmodus geändert hat, hat sich das Spiel selbst nicht geändert.

### Live
In diesem Lernmodus teilt ein Quizlet-Benutzer (normalerweise ein Lehrer) seine Klasse in beliebig viele Teams ein oder spielt das Spiel mit den Schülern einzeln. Der Lehrer wählt aus, ob er mit einer Definition oder einem Begriff beginnen möchte. Jedes Team muss den richtigen Begriff/die richtige Definition wählen, um zu gewinnen, wobei das Team mit den meisten Punkten gewinnt. Wenn der Lehrer beschließt, die Teams zu mischen, werden die Gruppen nach dem Zufallsprinzip in neue Teams eingeteilt. Dieses Spiel funktioniert, indem man einen Satz von Lernkarten auswählt und diese Lernkarten in ein für das Spiel geeignetes Format bringt. Wenn ein Spieler oder ein Team den falschen Begriff oder die falsche Definition wählt, wird der Punktestand zurückgesetzt.

### Q-Chat
Q-Chat ist ein neuartiger Lernmodus von Quizlet, der in Deutschland momentan noch nicht verfügbar ist.
Er nutzt die sokratische Methode zur Förderung von kritischem Denken, indem er hilft, das Verständnis zu vertiefen und das Lernen unterhaltsam und interessant zu gestalten. Außerdem verwendet er Vokabeln aus den Lernsets, die man gerade lernt, um eine Sprache auf unterhaltsame Weise mit Gesprächen zu üben.

## Quizlet Plus
Quizlet Plus ist ein bezahltes Abo, das man monatsweise oder jährlich  abschließen kann. Es gibt eine Testversion von 7 Tagen. Dieses Angebot ist nicht für Quizlet Plus für Lehrer verfügbar.
Mit Quizlet Plus hat man mehrere Vorteile, dazu zählen:
| Feature                   | Beschreibung                                                                                           |
| ------------------------- | --- |
| Lösungswege von Experten* | Millionen von Lösungswegen Unbegrenzter Zugriff auf die Fragen-und-Antworten-Bibliothek                |
| Intelligentes Üben        | Gemischte Fragetypen Eigene Übungstests Sofortige Korrekturanzeige                                     |
| Erweiterte Designtools    | Eigene Bilder, Audiodateien und Schaubilder Rich-Text-Formatierung Lernsets durch Einscannen erstellen |
| Konzentration stärken     | Lernen ohne Werbung Offline-Zugriff auf Lernsets                                                       |

*Nur englische Lehrbücher. Das Tageslimit kann aus Sicherheitsgründen ausgelöst werden.

## Fakten
Quizlet hat nach eigenen Angaben
- 60.000.000 (60 Millionen) Lernende pro Monat
- 3.000.000.000+ (3 Milliarden +) Lerneinheiten
- 350.000.000+ (350 Millionen +) Lernsets